# Ley Feijó
La Ley del 7 de noviembre de 1831, también conocida como Ley Feijó - en referencia a Diogo Antônio Feijó, Ministro de Justicia en esa época - fue una ley promulgada por la Asamblea General del Imperio del Brasil y sancionada por la Regencia Trina Permanente que buscaba prohibir el tráfico de esclavos para el Brasil e imponer sanciones penales a los traficantes - quienes pasarían a ser tratados como piratas - y compradores de esclavos.
Luego de su promulgación, a pesar de los esfuerzos iniciales del Imperio en aplicar la ley y de una breve caída en el ingreso de esclavos en territorio brasileño, el tráfico no fue abolido siendo introducidos, ilegalmente, entre 1831 y 1850 más de 700 mil personas esclavizadas que debían ser liberadas a su ingreso en Brasil. Debido a esa ineficacia, la ley quedó conocida con el aforismo portugués "lei para inglês ver". El fin del tráfico de esclavos y un combate efectivo de las autoridades imperiales en ese sentido sólo llegaría casi veinte años después a partir de la aprobación, en 1850, de la Ley Eusébio de Queirós.